# Eva Bonnier
Eva Fredrika Bonnier (nascida em Estocolmo em 17 de novembro de 1857 e falecida em Copenhague em 15 de janeiro de 1909) foi uma pintora paisagista, retratista e filantropa sueca.